# Chasseurs de bolides
Chasseur de bolides (Counting Cars) est une émission de téléréalité américaine produite par Leftfield Pictures. Cette série, est la troisième série dérivée de Pawn Stars. La série, filmée à Las Vegas au Nevada, relate les activités quotidiennes de la société Count's Kustoms, une entreprise de restauration et personnalisation de voitures gérée par Danny Koker qui est déjà apparu comme expert récurrent dans la série originale Pawn Stars.
L'émission est diffusée sur History du 13 août 2012 au 1er décembre 2021.
Plusieurs personnes sont invitées à participer dans l'émission, comme Rick Harrison de Pawn Stars, Cassandra Peterson (alias Elvira, Mistress of the Dark), Ziggy Marley. Le garage a aussi été visité par les membres du groupe de heavy metal, Judas Priest, dont Danny Koker a offert à Richie Faulkner une Gibson Les Paul personnalisée.

## Générique d'ouverture
Le générique d'ouverture est raconté par Danny Koker, il dit,

« Vegas is a gambling town. Most people bet with chips. I bet with rides. And I always go all in. I'm Danny, aka the Count and this is my all-star team. We find 'em, fix 'em, flip 'em and sometimes, I keep 'em. For my crew, every job is high stakes, and we can't afford to lose. This is Counting Cars. »

Traduit par la voix off dans la version française des épisodes,

« Las Vegas, la ville du jeu. Ici les gens misent avec des jetons, moi c'est avec des bagnoles que je mise. Et j'ai pas l'habitude de me coucher. Moi c'est Danny, alias le comte, je suis assisté d'une équipe d'élite. Notre mission, dénicher des bolides, les retaper et les revendre et parfois, je les garde pour moi. Pour mon équipe il n'y a pas de petits enjeux, on ne peut pas se permettre de perdre. Bienvenue dans chasseurs de bolides »

## Émissions

### Saison 1 (2012)
| Numéros des épisodes | Titre original      | Titre français                         | Date de diffusion aux États-Unis |
| -------------------- | ------------------- | -------------------------------------- | -------------------------------- |
| 01                   | McQueen for a Day   | McQueen                                | 13 août 2012                     |
| 02                   | Buggin' Out         | Buggy et vieilles dentelles            | 14 août 2012                     |
| 03                   | G-T-Whoa!           | GT-Wow !                               | 14 août 2012                     |
| 04                   | Buyer's Remorse     | Hot-Rod et Hors-Bord                   | 21 août 2012                     |
| 05                   | Back in the Wind    | Cheveux au vents                       | 21 août 2012                     |
| 06                   | Deep Trouble        | Pari risqué                            | 28 août 2012                     |
| 07                   | Satanic Mechanic    | Mécanique Diabolique                   | 28 août 2012                     |
| 08                   | Boiling Point       | Point de rupture                       | 4 septembre 2012                 |
| 09                   | Politically Correct | Politiquement correct                  | 4 septembre 2012                 |
| 10                   | Maxed Out           | Vitesse maximum                        | 18 septembre 2012                |
| 11                   | Ultimate Challenge  | L'ultime Défi                          | 18 septembre 2012                |
| 12                   | Framed              | Cadre et recadrage                     | 25 septembre 2012                |
| 13                   | Searching for Soul  | Vieille calandre et voiture de légende | 25 septembre 2012                |

### Saison 2 (2013)
| Numéros des épisodes | Titre original         | Titre français               | Date de diffusion aux États-Unis |
| -------------------- | ---------------------- | ---------------------------- | -------------------------------- |
| 01                   | You Talkin' To Me?     | C’est à moi que tu parles ?! | 9 avril 2013                     |
| 02                   | Size Matters           | La taille, ça compte         | 9 avril 2013                     |
| 03                   | Soap Box               | Caisse à savon               | 16 avril 2013                    |
| 04                   | Really Sweet 16        | Anniversaire surprise        | 16 avril 2013                    |
| 05                   | Dream On               | Des voitures de légende      | 23 avril 2013                    |
| 06                   | Rockabilly Roadster    | Rockabilly                   | 23 avril 2013                    |
| 07                   | Old School             | Old school                   | 30 avril 2013                    |
| 08                   | To Die For             | Coup de cœur                 | 30 avril 2013                    |
| 09                   | Muscle Memory          | Souvenirs, souvenirs         | 7 mai 2013                       |
| 10                   | Count's Cryptonite     | Valeur sentimentale          | 7 mai 2013                       |
| 11                   | Chumlee's Challenge    | Le choix de Chumlee          | 28 mai 2013                      |
| 12                   | Not So Pretty In Prink | La vie en rose               | 28 mai 2013                      |
| 13                   | Day of Judgement       | Le jugement dernier          | 4 juin 2013                      |
| 14                   | Psychedelic Cycle      | Psychédélique                | 4 juin 2013                      |
| 15                   | Change of Heart        | Échange standard             | 11 juin 2013                     |
| 16                   | Super Nova             | Supernova                    | 11 juin 2013                     |
| 17                   | One Love, One Car      | One love, one car            | 18 juin 2013                     |
| 18                   | The Marleymobile       | La Marleymobile              | 18 juin 2013                     |
| 19                   | Floodpocalypse Now     | Dégât des eaux               | 9 juillet 2013                   |
| 20                   | The Horn Ultimatum     | Horny Mike sur le grill      | 9 juillet 2013                   |
| 21                   | Haunted Hog            | Hantée                       | 16 juillet 2013                  |
| 22                   | Zombie Truck           | Zombie truck                 | 16 juillet 2013                  |
| 23                   | Special Delivery       | Mémoire de motards           | 23 juillet 2013                  |
| 24                   | Tour de Pants          | Bolides au Far West          | 23 juillet 2013                  |
| 25                   | Van Haulin             | Van à vendre                 | 30 juillet 2013                  |
| 26                   | The Car Hoarder        | Accro aux voitures           | 30 juillet 2013                  |

### Saison 3 (2014)
| Numéros des épisodes | Titre original       | Titre français                | Date de diffusion aux États-Unis |
| -------------------- | -------------------- | ----------------------------- | -------------------------------- |
| 01                   | Electric Ride        | Caisse électrique             | 7 janvier 2014                   |
| 02                   | Ghost Rider          | Chasseurs de fantômes         | 7 janvier 2014                   |
| 03                   | School of Rick       | À l'école de Rick Harrison    | 14 janvier 2014                  |
| 04                   | Pimp My Bus          | Pimp my bus                   | 14 janvier 2014                  |
| 05                   | Quadzilla            | Quadzilla                     | 21 janvier 2014                  |
| 06                   | Roadrunner Recon     | Roadrunner Blues              | 21 janvier 2014                  |
| 07                   | Pimpmobile           | La Pimpmobile                 | 28 janvier 2014                  |
| 08                   | GT Oh My My          | Oh ma GTO                     | 28 janvier 2014                  |
| 09                   | Horseplay            | En équilibre                  | 4 février 2014                   |
| 10                   | Get Your Kicks       | Sur la Route 66               | 4 février 2014                   |
| 11                   | Mercury Rising       | Nettoyage de printemps        | 25 février 2014                  |
| 12                   | Major League Muscle  | Rock'n roll attitude          | 25 février 2014                  |
| 13                   | Rocked and Loaded    | Le bolide de Roli             | 4 mars 2014                      |
| 14                   | Power and Glory      | Le chopper des mers           | 15 juillet 2014                  |
| 15                   | Heavy Metal          | Heavy Metal                   | 15 juillet 2014                  |
| 16                   | Danny Takes the Heat | Danny s'enflamme              | 22 juillet 2014                  |
| 17                   | Mustang Memories     | L'amour des Mustangs          | 29 juillet 2014                  |
| 18                   | Hog Wild             | Le grand show                 | 29 juillet 2014                  |
| 19                   | Sharon Rides Again   | Liberté retrouvée             | 5 août 2014                      |
| 20                   | Chevys and Shelbys   | Des Chevy et des Shelby       | 5 août 2014                      |
| 21                   | Count's Calendar     | Le calendrier Count's Kustoms | 12 août 2014                     |
| 22                   | Charger Surprise     | La surprise Dodge Charger     | 12 août 2014                     |
| 23                   | Van-Tastic           | Van'tastique                  | 19 août 2014                     |
| 24                   | The Great Car Hunt   | Chasse au trésor              | 19 août 2014                     |
| 25                   | Blackjack Bike       | Une moto pour un black-jack   | 26 août 2014                     |
| 26                   | Employee of the Year | L'employé de l'année          | 26 août 2014                     |

### Saison 4 (2015)
| Numéros des épisodes | Titre original                          | Titre français                                           | Date de diffusion aux États-Unis |
| -------------------- | --------------------------------------- | -------------------------------------------------------- | -------------------------------- |
| 01                   | Mo' Parts Mo' Problems                  | Les Mopars                                               | 24 février 2015                  |
| 02                   | Count's Car Show                        | La première exposition de Count                          | 3 mars 2015                      |
| 03                   | Trail Blazer                            | Trésor familial                                          | 10 mars 2015                     |
| 04                   | The Full Monte                          | Road Trip et Rat-Rods                                    | 10 mars 2015                     |
| 05                   | I Want My Caddy Back                    | Je veux revoir ma Cadillac                               | 17 mars 2015                     |
| 06                   | The King and the Count                  | La cad' du King                                          | 17 mars 2015                     |
| 07                   | Road Runner Redemption                  | Souvenirs d'une Roadrunner                               | 24 mars 2015                     |
| 08                   | Willys for Warriors                     | Des Willys pour des soldats                              | 24 mars 2015                     |
| 09                   | The Return of the Big Twin              | Le Chopper BigTwin                                       | 31 mars 2015                     |
| 10                   | It Hurst So Good                        | La fièvre du Road Runner                                 | 31 mars 2015                     |
| 11                   | Burning Out                             | Chacun son moto-trike                                    | 23 juin 2015                     |
| 12                   | Don't Tell Danny                        | Motus et bouche cousue                                   | 23 juin 2015                     |
| 13                   | Stude-licious                           | Projet rose bonbon                                       | 30 juin 2015                     |
| 14                   | The Count of Monte Carlo                | Le comte de Monte-Carlo                                  | 30 juin 2015                     |
| 15                   | Bucks & Broncos, Part 1                 | L'erreur de Ryan, partie 1                               | 7 juillet 2015                   |
| 16                   | Bucks & Broncos, Part 2                 | L'erreur de Ryan, partie 2                               | 7 juillet 2015                   |
| 17                   | A Legend on Two Wheels                  | L'héritage de Les Paul                                   | 14 juillet 2015                  |
| 18                   | Black, White and Hotrod All Over        | La veuve noire folle                                     | 14 juillet 2015                  |
| 19                   | Fighting Ford, Part 1                   | Le pick-up vétéran, partie 1                             | 21 juillet 2015                  |
| 20                   | Fighting Ford, Part 2                   | Le pick-up vétéran, partie 2                             | 21 juillet 2015                  |
| 21                   | Craziest Rides                          | Titre français inconnu                                   | 28 juillet 2015                  |
| 22                   | Fast and Furry-ous                      | Un amour d'Impala                                        | 28 juillet 2015                  |
| 23                   | Pullovers                               | Titre français inconnu                                   | 4 août 2015                      |
| 24                   | Down By The Riviera                     | Rock'n'roll                                              | 4 août 2015                      |
| 25                   | Special Projects                        | Valeur sentimentale                                      | 11 août 2015                     |
| 26                   | Firebird Fever                          | La fièvre de la Firebird                                 | 11 août 2015                     |
| 27                   | You Never Forget Your First Z28, Part 1 | On se souvient toujours de sa première voiture, partie 1 | 18 août 2015                     |
| 28                   | You Never Forget Your First Z28, Part 2 | On se souvient toujours de sa première voiture, partie 2 | 18 août 2015                     |
| 29                   | Baggers Can't Be Choosers               | Enfer mécanique                                          | 25 août 2015                     |
| 30                   | Danny's Dream, Kevin's Nightmare        | Le rêve de Danny, le cauchemar de Kevin                  | 25 août 2015                     |
| 31                   | Ready, Set, Van Gogh!                   | Ryan ou le défi Van Gogh                                 | 1er septembre 2015               |
| 32                   | Dune Buggy Blues                        | Buggy de plage                                           | 1er septembre 2015               |
| 33                   | Flamin' and Misbehavin'                 | Tout feu tout flamme                                     | 8 septembre 2015                 |
| 34                   | Paint Jobs                              | Titre français inconnu                                   | 15 septembre 2015                |
| 35                   | Iconic Americana                        | Titre français inconnu                                   | 22 septembre 2015                |

### Saison 5 (2016)
| Numéros des épisodes | Titre original               | Titre français                         | Date de diffusion aux États-Unis |
| -------------------- | ---------------------------- | -------------------------------------- | -------------------------------- |
| 01                   | Who's Your Caddy             | Qui finit cette Cadillac ?             | 16 février 2016                  |
| 02                   | Chrome Is Where the Heart Is | Du chrome au cœur                      | 16 février 2016                  |
| 03                   | One Sweet 'Stang             | Une douce Mustang                      | 23 février 2016                  |
| 04                   | Harley and the Mystery Merc  | La Harley de Tim et la Mercury mystère | 23 février 2016                  |
| 05                   | Highways and Driveways       | Titre français inconnu                 | 1er mars 2016                    |
| 06                   | Finders Keepers              | Trouver n'est pas garder               | 1er mars 2016                    |
| 07                   | Outrageous Automobiles       | Titre français inconnu                 | 8 mars 2016                      |
| 08                   | Carl's Corvette              | Titre français inconnu                 | 8 mars 2016                      |
| 09                   | True Classics                | Titre français inconnu                 | 15 mars 2016                     |
| 10                   | Swap Meet Mayhem             | Une moto en 24 heures chrono           | 15 mars 2016                     |
| 11                   | Colorful Customers           | Titre français inconnu                 | 22 mars 2016                     |
| 12                   | Run It Like You Brung It     | Titre français inconnu                 | 22 mars 2016                     |
| 13                   | Perfect Paint                | Titre français inconnu                 | 29 mars 2016                     |
| 14                   | One of a Kind Commissions    | Titre français inconnu                 | 5 avril 2016                     |

### Saison 6 (2016)
| Numéros des épisodes | Titre original      | Titre français         | Date de diffusion aux États-Unis |
| -------------------- | ------------------- | ---------------------- | -------------------------------- |
| 01                   | Sweet Lambo of Mine | Titre français inconnu | 5 juillet 2016                   |
| 02                   | Pick Ups and Ponies | Titre français inconnu | 5 juillet 2016                   |
| 03                   | El Camino Royale    | Titre français inconnu | 12 juillet 2016                  |
| 04                   | Snider's Ride       | Titre français inconnu | 12 juillet 2016                  |
| 05                   | Boogie Down Buggy   | Titre français inconnu | 19 juillet 2016                  |
| 06                   | Caddylicious        | Titre français inconnu | 19 juillet 2016                  |
| 07                   | Lego My Caddy       | Titre français inconnu | 26 juillet 2016                  |
| 08                   | Blinged Out Blazer  | Titre français inconnu | 26 juillet 2016                  |
| 09                   | Twisted Chopper     | Titre français inconnu | 2 août 2016                      |
| 10                   | Back in Time        | Titre français inconnu | 2 août 2016                      |

## Participants
- Danny Le comte Koker - Danny Koker est le titulaire du garage Count's Kustoms, le garage est consacré à la réparation et à la restauration de véhicules à moteur, voitures et motos en particulier. Le nom du garage est dérivé d'une émission de la station de télévision locale et indépendante KFBT (maintenant KVCW), au cours de laquelle il est accueilli dans l'émission hebdomadaire (Série B), sous le nom Saturday Fright at the Movies, en tant que Count Cool Rider[8]. Danny, a grandi à Cleveland et à Detroit, il est mécanicien autodidacte, d'une famille d'employés chez Ford[9]. Il a plus de 50 voitures dans sa collection personnelle[10], et il est passionné par la recherche, l'achat, la conversion en Muscle car. Il est aussi passionné par les motos classiques. Quand il admire un véhicule qu'il voit, il trouvera un moyen pour l'acquérir[9]. Il est prêt même à faire des offres d'achat sur place, comme en voyage autour de Las Vegas avec Kevin[11], ou en cherchant dans les parkings[12]. Alors qu'il adore les véhicules classiques, il déteste travailler sur des véhicules récents, et rejette généralement les offres de travail sur ce genre de véhicules[13]. Il dirige son entreprise depuis plus de 15 ans au moment du premier épisode[9] et était un expert récurrent en restauration de voiture et moto, dans la série originale Pawn Stars, apparaissant d'abord dans la saison 3 épisode 16 Getting a Head diffusée le 6 septembre 2010 sur History. Il est également apparu comme expert dans la série dérivé Rick restaure tout ![14],[15]. En plus du garage Count's Kustoms, Danny Koker possède également le restaurant Count's Vamp'd Rock Bar and Grill[16],[17] et la société de tatouage, Count's Tattoo Company, qui a un salon de tatouage au Rio All Suite Hotel and Casino[16] qui était en partenariat avec Vince Neil[18],[19]
- Kevin - Kevin est le bras droit de Danny et son meilleur ami depuis 20 ans lors du premier épisode de la série[11]. Kevin et Danny profitent d'un voyage autour de Las Vegas à la recherche de véhicules à acheter[11],[20]. Danny a tendance à utiliser Kevin comme garantie, quand il emprunte la voiture d'un inconnu pour faire un essai routier[20]. Il a un fils nommé Devin qui a participé à la course[21] Legends Cars qui appartient à Danny Koker. Surnommé "Cheeky", Devin a commencé les courses de karts quand il avait 8 ans, il apparait à l'âge de 17 ans dans la saison 2 épisode 5 Des voitures de légende, dans lequel sa voiture pour la Legend Car nécessite des réparations[22]. Le frère de Kevin, Steve, avocat et juge à Las Vegas, possède également un véhicule de remorquage[23].
- Horny Mike - Horny est un aérographe dont le surnom est dérivé de sa tendance à mettre des cornes 3D sur tout, des véhicules aux casques en passant par les vêtements[11],[24].
- Roli Szabo[25] - Roli est embauché le 23 mars 2014, il est le responsable du nettoyage et du polissage de tous les véhicules du garage. D'origine hongroise, son accent est souvent source d'amusement au garage[26] Selon Roli, il a occupé les emplois de conducteur d'ambulance à l'armée, installateur de PVC, directeur de transport, garde du corps, assistant personnel et chauffeur pour l'homme le plus petit du monde[23].
- Big Ryan - Big Ryan mesure environ 2 mètres et pèse 158 kg, Big Ryan est le chef de projet de Danny[27], il est un experts en pièces détachées de Danny avec plus de 15 ans d'expérience[28].
- Scott - Scott était le directeur du garage[29]. Il est le comptable de Danny, il gère l'argent pour que chaque projet soit assuré et rentable. Danny concède que Scott est très bon dans son travail, mais il peut être un véritable "trou de cul" à certain moments[11]. Scott entre parfois en conflit avec Danny pour les budgets des projets[27], ainsi que sur le calendrier des projets[29],[30] ou les cas dans lesquels Danny souhaite garder le véhicule au lieu de le revendre[12]. Scott a déménagé dans le Tennessee après la naissance de son fils. Dû à ce déménagement Scott n'apparait pas dans la deuxième saison, et il est mentionné brièvement dans la troisième saison[31].
- Shannon - Shannon est le gestionnaire du magasin de motos dont Danny fait appel pour ses fabrications et ces compétences d'ingénierie, il le réfère comme le "A-Number One" du magasin motos[17],[21].
- Ryan - Ryan (à ne pas confondre avec Big Ryan) travaille avec Shannon dans le magasin de vélos[32]. Il est le peintre en chef et graphiste[33].
- Harry Grandpa Rome Sr[34] - Harry fait partie du garage. Bien que son surnom est dérivé du fait qu'il est bien plus que n'importe quel autre employé, il dit qu'il peut faire deux fois le travail que font les autres[21] Il est d'abord identifié par son nom[34],[35]. Harry est père de famille, il n'est pas grand-père (Grandpa) mais son surnom le décrit comme seul responsable[36].
- George - George est un des mécaniciens, qui a travaillé à la boutique pendant des années. L'un de ses biens les plus précieux est une Ford de 1940, pick-up vert avec des flammes violettes[37].